# Загряцков, Матвей Дмитриевич
Матвей Дмитриевич Загряцков (1873—1957) — русский советский учёный, профессор, юрист, специалист в области административно-финансового и финансового права, а также административной юстиции, профессор Московского университета.

## Биография
Родился 25 июня 1873 года[по какому календарю?] в Симбирске в зажиточной еврейской семье. Отец был торговым служащим, мать домохозяйкой. Учился в Симбирской классической гимназии на три класса младше В. И. Ульянова (Ленина) и считался одним из первых учеников в своём классе. Свободно владел немецким, французским и английским языками. В юности проявлял интерес к писателям революционно-демократического и социалистического направлений: Н. Г. Чернышевскому, Добролюбову, Герцену.
После окончании гимназии в 1892 году уехал в Харьков, где поступил на медицинский факультет университета. По окончании первого курса перевёлся в Московский университет на юридический факультет, где проявил интерес к работе научных кружков под руководством профессоров А. И. Чупрова и И. И. Янжула.
В годы учёбы принял активное участие в революционном студенческом движении, был близок с И. И. Скворцовым-Степановым. Обучение в Московском университете прервалось в 1895 году, когда за участие в студенческих волнениях Загряцков был арестован и после кратковременного заключения в тюрьме был отдан под надзор полиции.
В 1901 году Загряцков выехал для продолжения учебы в Брюссель, где поступил на юридический факультет Брюссельского университета. Помимо Бельгии, за четыре года за границей Загряцков также посетил с образовательными целями Францию и Германию. В Париже он прослушал лекции профессора-государствоведа Адемара Эсмена; в Тулузском университете — лекции классика французской юридической мысли профессора Мориса Ориу; в Дрездене встречался с реформатором административного права Отто Майером. По итогам обучения и жизни на Западе Загряцкий скорректировал своё мировоззрение в сторону муниципального социализма. В этой связи наиболее глубоко его интересовали правовые аспекты жилищного строительства, городского самоуправления и развития муниципальной собственности.
По возвращении в 1904 году Матвей Дмитриевич поселился в Киеве, где редактировал газету «Киевские отголоски». Также он публиковался в университетских изданиях по вопросам социальной деятельности городского самоуправления на Западе. Экстерном сдал экзамены на юридический факультет Московского университета и в 1907 году был избран приват-доцентом по кафедре административного права, и там же вёл факультативный спецкурс по городскому хозяйству и самоуправлению на Западе.
С 1908 года был преподавателем Московского коммерческого института, где читал курс «Политика местного самоуправления». Здесь он проработал фактически до конца 20-х годов.
Входил в Совет Общества имени А. И. Чупрова для разработки общественных наук.
В 1913 году в Казанском университете защитил диссертацию на тему «Земельная политика городского самоуправления в Германии». По итогам защиты Загряцкому была присвоена степень магистра полицейского права.

## Вклад в теорию муниципального социализма
Февральскую революцию и отречение от престола царя Николая II встретил с воодушевлением, поскольку в последние годы монархический строй выступал препятствием на пути развития земской отрасли власти. В это время он издал ряд работ, в которых, предлагая меры по совершенствованию земских органов управления, полагал, что Россию может спасти муниципальный социализм. В своей разработке теории муниципального социализма и предложений по практическому её применению в России Загряцкий опирался сразу на несколько солидных источников.
Однако теоретики русской социал-демократии, и прежде всего В. И. Ленин, относились к концепции муниципального социализма критически, рассматривая саму её практику как подачку со стороны буржуазии с целью отвлечь трудящихся от борьбы за решение коренных вопросов классовой борьбы.

...на область мелких местных вопросов, не вопроса о господстве буржуазии, как класса, не вопроса об основных орудиях этого господства, — а вопроса о расходовании крох, бросаемых богатой буржуазией на «нужды населения».— Ленин В. И. Муниципализация земли и муниципальный социализм
(в кн. «Аграрная программа социал-демократии в первой русской революции 1905–1907 годов»)
После Октябрьской революции решение бывших «земских» проблем, включая вопросы социального развития мелких административно-территориальных образований, было поставлено на принципиально иную институциональную основу плановой социалистической экономики. В связи с этим дореволюционные работы Загряцкого в новых условиях потеряли актуальность, а их автор включился в научно-исследовательскую работу нового, советского государства, уже на других направлениях.

## Деятельность и научные труды в СССР
В 1919 году Загряцков стал профессором Московского университета, на политико-правовом отделении. Одновременно он исполнял обязанности заведующего научным отделом библиотеки Румянцевского музея. В 1921 году занял должность профессора кафедры публичного права факультета общественных наук Московского университета, где преподавал до 1923 года. В 1922—1923 годах — действительный член института теории и истории права при факультете общественных наук. Некоторое время работал в библиотеке комиссариата внутренних дел (НКВД), где собирал материалы для написания работы по административной юстиции.
С 1926 года и значительную часть 30-х годов он был штатным преподавателем в Московском институте народного хозяйства (бывший Московский коммерческий институт).
На протяжении этих лет Загряцков издал ряд монографий по административному и финансовому праву.
Отдельной и заслуживающей упоминания сферой научной работы Загряцкова является его участие, как автора, в  Энциклопедическом словаре Граната, издание которого было начато до революции, а закончилось в 1948 году.
Умер 4 марта 1957 года. Урна с прахом захоронена в колумбарии на Донском кладбище.